# Хойла
Хойла — река в Шурышкарском районе Ямало-Ненецкого АО. Правая составляющая, с рекой Бурхойла (в 100 км от устья) реки Танью. Исток находится в озере Ыджидхойлаты на высоте 384 м, длина реки 22 км.

## Данные водного реестра
По данным государственного водного реестра России относится к Нижнеобскому бассейновому округу, водохозяйственный участок реки — Обь от впадения реки Северная Сосьва до города Салехард, речной подбассейн реки — бассейны притоков Оби ниже впадения Северной Сосьвы. Речной бассейн реки — (Нижняя) Обь от впадения Иртыша.
Код объекта в государственном водном реестре — 15020300112115300031036.